# Xeno-canto
Xeno-canto — науковий проєкт, сховище, в яке волонтери завантажують та анотують записи співів та звукових сигналів птахів. З часу створення у 2005 році ресурс зібрав понад 575 000 звукозаписів близько 10 000 видів птахів у всьому світі і став однією з найбільших колекцій звуків птахів у світі. Усі записи публікуються за однією з ліцензій Creative Commons включаючи деякі з відкритими ліцензіями. Кожен запис на вебсайті супроводжується спектрограмою та даними про місцезнаходження на карті з географічними варіаціями.
Дані з сайті використані в багатьох (декількох тисячах) наукових працях.
Сайт Xeno-canto було запущено 30 травня 2005 року Бобом Планке, математичним біологом з Університету Амстердаму, та фізиком Віллемом-П'єром Веллінгом. Xeno-canto перекладається як «дивний звук». На момент запуску сайт містив записи лише близько 160 видів і спершу мав на меті збирати записи птахів з Центральної та Південної Америки.
Згодом, сайт став глобальним, розширивши своє охоплення до Північної Америки, Африки та Азії, і, нарешті, до Європи та Австралазії.